# Dell Magazines Award
Der Dell Magazines Award for Undergraduate Excellence in Science Fiction and Fantasy Writing  ist ein jährlich vergebener US-amerikanischer Literaturpreis, der seit 1997 für nicht publizierte, von College-Studenten verfasste Kurzgeschichten aus dem Bereich der Science-Fiction und Fantasy verliehen wird.
Der Preisträger wird bei der jährlich im März stattfindenden Konferenz der International Association for the Fantastic in the Arts (IAFA) in Ft. Lauderdale, Florida verkündet. Vergeben wird der Preis von der IAFA und von Dell Magazines, dem Verlag der Zeitschrift Asimov’s Science Fiction. Ausgezeichnet werden vorwiegend am Erleben eines Protagonisten orientierte Erzählungen, die dem Stil dieser Zeitschrift entsprechen. 
Der Preis geht zurück auf eine Idee von Sheila Williams, Herausgeberin von Asimov’s Science Fiction, und von Rick Wilber, Science-Fiction-Autor und Professor für Journalistik, die diese beiden bei der World Fantasy Conference 1992 in Pine Mountain, Georgia, entwickelten. Ziel des Preises sollte sein, einerseits das Andenken des im Frühjahr des gleichen Jahres verstorbenen Isaac Asimov zu ehren, andererseits am Anfang stehenden talentierten Autoren Anerkennung und Ermutigung zu geben. 1993 wurde daher der Isaac Asimov Award for Undergraduate Excellence in Science Fiction and Fantasy Short Story Writing bei der Konferenz in Ft. Lauderdale angekündigt, der 1997 erstmals verliehen wurde.
Der Name des Preises wurde dann ab 2005 in Dell Magazines Award geändert.

## Liste der Preisträger
| Jahr | Titel                                        | Autor               |
| ---- | -------------------------------------------- | ------------------- |
| 2019 | Military Sunset                              | Ana Maria Curtis    |
| 2018 | Happy? Sad?                                  | Arthur Davis        |
| 2017 | Noor                                         | Taimur Ahmad        |
| 2016 | Lullabies in Arabic                          | Rani Banjarian      |
| 2015 | How the Blood Spills                         | Kayla Chronister    |
| 2014 | The Nostalgia Calculator                     | Rich Larson         |
| 2013 | To the Dogs                                  | Lara Donnelly       |
| 2012 | Superpositions                               | Rebekah Baldridge   |
| 2011 | The Immaculate Conception of Private Ritter  | Seth Dickinson      |
| 2010 | The Dead Star, the Satirist, and the Soldier | Rachel Sobel        |
| 2009 | We Were Real                                 | Josh Eure           |
| 2008 | Blank, White and Blue                        | Stephen Leech       |
| 2007 | The Uncanny Valley                           | Natty Bokenkamp     |
| 2006 | Shift                                        | Meghan Sinoff       |
| 2005 | Around the World                             | Anthony Ha          |
| 2004 | Orbiting                                     | Anthony Ha          |
| 2003 | Calling Into Silence                         | Bryn Neuenschwander |
| 2002 | Making Waves                                 | Lena DeTar          |
| 2001 | Conquering Europa                            | Mark Jacobsen       |
| 2000 | Repeating Patterns                           | Beth Adele Long     |
| 1999 | In the Gardens and the Graves                | Marissa Lingen      |
| 1998 | The Wormholes                                | Emily Thornbury     |
| 1997 | Lest We Forget                               | David Kirtley       |